# داود فنائي
داود فنائي (بالفارسية: داوود فنایی)، من مواليد 19 يناير 1975، هو لاعب كرة قدم إيراني معتزل، وكان يلعب بمركز حارس المرمى، انضم للمنتخب الإيراني سنة 2000، ولعب فقط 5 مباريات، اعتزل اللعب نهائياً سنة 2009، وبدأ مسيرته التدريبية سنة 2009، واعتزل التدريب سنة 2022.

## مصدر
1. ↑  Mehr نسخة محفوظة 2012-10-13 على موقع واي باك مشين.
2. ↑  "Iran Football Federation". مؤرشف من الأصل في 2012-07-09. اطلع عليه بتاريخ 2011-04-18.
3. ↑  goal.com نسخة محفوظة 2012-10-12 على موقع واي باك مشين.
4. ↑  goal.com نسخة محفوظة 2012-10-12 على موقع واي باك مشين.

## وصلات خارجية
- داود فنائي على فرق كرة القدم الوطنية.كوم
- Profile at teammelli.com